# Kunhegyes (distrikt)
Kunhegyes är ett distrikt i Ungern. Det ligger i provinsen Jász-Nagykun-Szolnok, i den centrala delen av landet, 120 km öster om huvudstaden Budapest.